# Speinshart
Speinshart – miejscowość i gmina w Niemczech, w kraju związkowym Bawaria, w rejencji Górny Palatynat, w regionie Oberpfalz-Nord, w powiecie Neustadt an der Waldnaab, wchodzi w skład wspólnoty administracyjnej Eschenbach in der Oberpfalz. Leży około 26 km na zachód od Neustadt an der Waldnaab, nad rzeką Creußen.

## Dzielnice
W skład gminy wchodzą trzy dzielnice: Seitenthal, Speinshart i Tremmersdorf.

## Demografia
| Rok  | Liczba mieszk. |
| ---- | -------------- |
| 1970 | 974            |
| 1987 | 1030           |
| 2000 | 1116           |

## Zabytki
- klasztor morbertanów
- Kościół klasztorny pw. św. Piotra i Pawła (St. Peter und Paul)

## Oświata
(na 1999)

W gminie znajduje się 50 miejsc przedszkolnych (38 dzieci) oraz szkoła podstawowa (15 nauczycieli, 304 uczniów).